# Ingólfur
Ingólfur ist ein isländischer männlicher Vorname.

## Herkunft und Bedeutung
Der Name ist verwandt mit dem Namen Ingolf bzw. der isländischen Form Ingi; Ingólfur ist eine jüngere Variante des germanischen Namens IngulfR, der sich zusammensetzt aus ING- (abgeleitet von der germanischen Gottheit Yngvi) sowie -ULF (mit der Bedeutung Wolf).

## Namensträger
- Ingólfur Arnarson, mit dem die Landnahmezeit in Island begann (870–930)
- Ingólfur Margeirsson (1948–2011), isländischer Historiker und Autor
- Ingolfur Blühdorn (1964–), Deutscher Politikwissenschaftler